# Sakalavaspis perineti
Sakalavaspis perineti är en insektsart som beskrevs av Mamet 1954. Sakalavaspis perineti ingår i släktet Sakalavaspis och familjen pansarsköldlöss.
Artens utbredningsområde är Madagaskar. Inga underarter finns listade i Catalogue of Life.